# Theo Rose
1. ↑  https://www.discogs.com/artist/4748497-Theo-Rose

Theodora Maria Diaconu (născută pe 8 august 1997), cunoscută sub numele ei de scenă Theo Rose este o actriță, cântăreață și prezentatoare de televiziune din România.
Este cunoscută pentru faptul că este una dintre juratele emisiunii Vocea României începând cu sezonul zece (2022 – prezent). Două dintre piesele ei au ajuns pe primul loc în principalele topuri românești în 2022 și 2024. Rose a apărut și în serialul de televiziune românesc Clanul (2022–2024), unde a interpretat unul dintre personajele principale.